# Dichorda illustraria
Dichorda illustraria är en fjärilsart som beskrevs av George Duryea Hulst 1886. Dichorda illustraria ingår i släktet Dichorda och familjen mätare. Inga underarter finns listade i Catalogue of Life.